# Melbourne Castle
Melbourne Castle är ett slott i Storbritannien.   Det ligger i grevskapet Derbyshire och riksdelen England, i den södra delen av landet, 170 km nordväst om huvudstaden London. Melbourne Castle ligger 57 meter över havet.
Terrängen runt Melbourne Castle är platt. Runt Melbourne Castle är det tätbefolkat, med 319 invånare per kvadratkilometer. Närmaste större samhälle är Derby, 11,6 km norr om Melbourne Castle. Trakten runt Melbourne Castle består till största delen av jordbruksmark.